# 雷托尔塔
雷托尔塔是葡萄牙波尔图区的一个堂区。总面积3.79平方公里，总人口1022人，人口密度269.7人/平方公里。